# Оптат Милевитский
Оптат Милевитский (лат. Optatus Milevitanus; ок. 320 — ок. 390) — епископ Милевитский, в Нумидии (ныне территория вилайета Мила, Алжир); православный и католический святой.
О жизни его мало известно, но Иероним, Августин, Фульгенций свидетельствуют о его важном значении для церкви того времени. Считается, что он перешёл в христианство уже во взрослом возрасте, а до того был языческим ритором (оратором). Был противником донатистов.
От него сохранился трактат о расколе донатистов «De schismate Donatistarum», изданный в Майнце (1549), затем в Париже (Трактат против донатистов; 1700) и в Венеции (1769; это издание перепечатано в «Патрологии» Миня), — важный для древней церковной географии Африки, а также по документам, собранным в нём относительно донатистов. Его сочинение считается первым в истории собранием обвинений против донатистов.
День памяти в католической церкви — 4 июня, в православной церкви — 4 (17) июня.

## Текст сочинений
- S.Optati Milevitani libri VII (CSEL, vol. 26) (Сочинения Оптата Милевитанского на латинском языке, опубликованные в 26-м томе «Свода латинских церковных сочинений»).